# Conrad Vogel
Conrad Vogel, född 12 maj 1783, död 12 augusti 1857, var en svensk körsnär och officer.
Vogel fick burskap som körsnär 1808. Han var även major vid Stockholms Borgerskaps infanteri. Vogel var amatörmusiker och spelade både cello och kontrabas och biträdde ofta Harmoniska Sällskapet med sin talang. Vogel invaldes som ledamot nummer 254 i Kungliga Musikaliska Akademien den 30 november 1827.